# Notidobiella
Notidobiella is een geslacht van schietmotten uit de familie van de Sericostomatidae. Het geslacht werd voor het eerst wetenschappelijk beschreven door F. Schmid in 1955.

## Soorten
Het genus bevat de volgende soorten:

- Notidobiella amazoniana Holzenthal & Blahnik, 2010
- Notidobiella brasiliana Holzenthal & Blahnik, 2010
- Notidobiella chacayana Schmid, 1957
- Notidobiella ecuadorensis Holzenthal & Blahnik, 2010
- Notidobiella inermis Flint, 1983
- Notidobiella parallelipipeda Schmid, 1955